# Elizabeth Lochley
Elizabeth Lochley es un personaje de ficción de la serie Babylon 5, interpretado por Tracy Scoggins.
Lochley apareció por primera vez en la quinta temporada de la serie para relevar a John Sheridan, el anterior comandante de la estación Babylon 5 recientemente depuesto, y para sustituir en el reparto a Susan Ivanova tras la marcha de la actriz Claudia Christian. Al terminar la serie pasó a su spin-off, Crusade, y recientemente ha aparecido en Babylon 5: Los Relatos Perdidos

## Biografía
Lochley viene de una familia de tradición militar, lo que fue causa indirecta de una niñez y adolescencia problemáticas. Su padre, que en realidad quería ser pintor, se había sentido obligado a seguir la tradición familiar y su frustración por vivir una vida que no sentía suya le convirtió en un alcohólico, lo que con el tiempo ocasionó que su mujer le abandonara. Elizabeth no tardó mucho en escaparse de casa e instalarse con su amiga Zoe, con quien se sumergió en una espiral descendente de alcohol y drogas. Un día, al volver al apartamento cutre e infestado de cucarachas en el que vivían, Elizabeth encontró a su amiga muerta de una sobredosis. La muerte de su amiga le causó un gran impacto, y le decidió a cambiar su vida.
Con el tiempo se alistó en las Fuerzas Terrestres. En la academia conoció a John Sheridan, con quien tuvo un breve aunque muy apasionado romance, que desembocó en un aún más breve matrimonio. Dándose cuenta de que eran demasiado parecidos como para ser compatibles, se separaron en unos meses. Si bien no les quedó ningún interés romántico en el otro, su relación les dejó un gran respeto mutuo.
Durante su carrera militar, Lochley fue ascendiendo a base de esfuerzo, distiniguiéndose por su capacidad para resolver conflictos de forma pacífica, aunque sabiendo aplicar la fuerza cuando se hacía necesario. Esas cualidades le acabaron otorgándole el mando de la estación Babylon 5 y como no luchó contra Clark, porque las circunstancias no se lo dictaban en su caso, ella resultó ser la ideal para ser su sucesor y para enmendar las heridas de la reciente guerra civil terrestre.

## Babylon 5
Cuando en 2262, Sheridan dejó su cargo y el mando de la estación para presidir la recién formada Alianza Interestelar, pensó en Lochley para sustituirle. El primer año fue difícil, y tuvo que lidiar con situaciones que fueron desde un intento de invasión hasta un conato de guerra con la República Centauri, pasando por la revuelta de una colonia de telépatas. Ese primer año tuvo también un encuentro sobrenatural con su difunta amiga Zoe durante la festividad brakiri del Día de los Muertos, quién le confirmó que se había suicidado.
Tras el primer año, y coincidiendo con el traslado de la cúpula de la Alianza a su nueva sede en Tuzenor, en Minbar, las cosas se calmaron bastante a bordo de Babylon 5. Aparte de alguna pequeña crisis de vez en cuando, los siguientes años fueron más o menos tranquilos.
En el 2266 ella ayudó a John Sheridan a detener a los Drakh y en el 2267, Lochley conoció a Matthew Gideon, capitán de la nave Excalibur, con quien tendría una relación romántica con un fuerte componente sexual. Además se encargó de que Babylon 5 fuese una base para las operaciones de su nave. Allí también es responsable de sus habitantes, entre ellos Cynthia Allen, la exmujer de Max Eilerson. 
Llegó a alcanzar el grado de coronel a bordo de Babylon 5, rechazando traslados a otros destinos o a un puesto tranquilo en algún despacho, lo que la llevó a convertirse en el oficial que más tiempo estuvo al mando de la estación en toda su historia.
- Datos: Q3622602